# Kees Mijnders
Cornelis Lambertus „Kees“ Mijnders (* 28. September 1912 in Eindhoven; † 1. April 2002 in Rotterdam) war ein niederländischer Fußballspieler.

## Karriere

### Verein
Mijnders wuchs in einem fußballbegeisterten Umfeld auf. Sein gleichnamiger Vater spielte aktiv bei der Eindhovense Voetbal Vereniging und war von 1914 bis 1916 der erste Trainer des Stadtrivalen  PSV. Bedingt durch den Umzug der Familie nach Rotterdam begann er beim dortigen Verein De Jonge Spartaan mit dem Fußballspielen. 1927 schloss sich Mijnders dem Dordrechtsche Football Club an, für den er einschließlich kriegsbedingter Unterbrechungen bis 1952 spielte. 1929 rückte er in die erste Mannschaft auf. Sein größter Erfolg mit dem DFC war der Gewinn  des niederländischen Pokals 1932.

### Nationalmannschaft
Am 11. März 1934 debütierte Mijnders in einem Freundschaftsspiel im Olympiastadion von Amsterdam beim 9:3 gegen Belgien in der niederländischen Nationalmannschaft.
Bei der Weltmeisterschaft 1934 in Italien stand er im Aufgebot der Niederlande, kam während des Turniers jedoch nicht zum Einsatz.
Sein letztes von sieben Länderspielen für die „Elftal“ bestritt Mijnders am 3. April 1938 beim 1:1 im Qualifikationsspiel für die Weltmeisterschaft 1938 ebenfalls gegen Belgien.

## Erfolge
- Niederländischer Pokalsieger: 1931/32